# 次々続々/糸島Distance/恋ならとっくに始まってる
「次々続々/糸島Distance/恋ならとっくに始まってる」（つぎつぎぞくぞく/いとしまディスタンス/こいならとっくにはじまってる）は、2016年4月27日にアップフロントワークス（hachamaレーベル）から発売されるアンジュルムの4枚目のシングル。

## リリース
- 当CDはアンジュルム4枚目となるシングルで[4]、トリプルA面シングルとしてリリースされる[5]。上國料萌衣は本作より本格的に参加[6]。田村芽実が最後に参加するシングルでもある[7]。また 福田花音が卒業して初めてのシングル。
- 初回生産限定盤A・B・C、通常盤A・B・Cの6形態での発売。初回生産限定盤はCD+DVD、通常盤はCDのみの商品構成。初回生産限定盤のみ、イベント抽選シリアルナンバーカードが封入されている。通常盤の初回仕様のみ、トレカサイズ生写真ソロ9種+集合1種よりランダムにて1枚封入（通常盤Aは「次々続々」Ver.、通常盤Bは「糸島Distance」Ver.、通常盤Cは「恋ならとっくに始まってる」Ver.）。
- 同年8月10日、同作品をアナログシングルとして再リリース。『次々続々』のニュー・バージョンであるSWG REMIXがアナログシングル限定で収録されている[注釈 2]。

## 構成
次々続々
平田祥一郎がハロプロの楽曲において作曲も手がけた初の曲となった。
糸島Distance
タイトルの「糸島」は福岡県に所在する地名であり、歌詞には能古島、警固公園などの地名が登場したり、博多弁が取り入れられている。
恋ならとっくに始まってる
アンジュルムに改名後初となるつんく♂による楽曲提供。

## チャート成績
オリコン週間チャートでは2位、月間チャートでは6位を記録。これまで「大器晩成/乙女の逆襲」で記録していたグループ最大の売上を更新した。

## 収録曲
| #  | タイトル                                   | 作詞     | 作曲       | 編曲       | 時間 |
| -- | ------------------------------------------ | -------- | ---------- | ---------- | ---- |
| 1. | 「次々続々」                               | 児玉雨子 | 平田祥一郎 | 平田祥一郎 | 4:57 |
| 2. | 「糸島Distance」                           | Mari-Joe | 星部ショウ | 大久保薫   | 4:52 |
| 3. | 「恋ならとっくに始まってる」               | つんく   | つんく     | 平田祥一郎 | 4:28 |
| 4. | 「次々続々」(Instrumental)                 |          |            |            | 4:57 |
| 5. | 「糸島Distance」(Instrumental)             |          |            |            | 4:52 |
| 6. | 「恋ならとっくに始まってる」(Instrumental) |          |            |            | 4:28 |

| #  | タイトル                  | 作詞 | 作曲・編曲 | 時間 |
| -- | ------------------------- | ---- | ---------- | ---- |
| 1. | 「次々続々」(Music Video) |      |            | 6:12 |

| #  | タイトル                      | 作詞 | 作曲・編曲 | 時間 |
| -- | ----------------------------- | ---- | ---------- | ---- |
| 1. | 「糸島Distance」(Music Video) |      |            | 6:08 |

| #  | タイトル                                  | 作詞 | 作曲・編曲 | 時間 |
| -- | ----------------------------------------- | ---- | ---------- | ---- |
| 1. | 「恋ならとっくに始まってる」(Music Video) |      |            | 5:42 |

| #  | タイトル                     | 作詞     | 作曲       | 編曲       | 時間 |
| -- | ---------------------------- | -------- | ---------- | ---------- | ---- |
| 1. | 「次々続々」                 | 児玉雨子 | 平田祥一郎 | 平田祥一郎 | 4:57 |
| 2. | 「糸島Distance」             | Mari-Joe | 星部ショウ | 大久保薫   | 4:52 |
| 3. | 「恋ならとっくに始まってる」 | つんく   | つんく     | 平田祥一郎 | 4:27 |
| 4. | 「次々続々」(SWG REMIX)      | 児玉雨子 | 平田祥一郎 | SHINCO     | 5:05 |

## リリース日一覧
| 地域 | リリース日    | レーベル               | 規格                 | カタログ番号                     |
| ---- | ------------- | ---------------------- | -------------------- | -------------------------------- |
| 日本 | 2016年4月27日 | hachama/UP-FRONT WORKS | CDマキシシングル+DVD | HKCN-50481〜2（初回生産限定盤A） |
| 日本 | 2016年4月27日 | hachama/UP-FRONT WORKS | CDマキシシングル+DVD | HKCN-50483〜4（初回生産限定盤B） |
| 日本 | 2016年4月27日 | hachama/UP-FRONT WORKS | CDマキシシングル+DVD | HKCN-50485〜6（初回生産限定盤C） |
| 日本 | 2016年4月27日 | hachama/UP-FRONT WORKS | CDマキシシングル     | HKCN-50489（通常盤A）            |
| 日本 | 2016年4月27日 | hachama/UP-FRONT WORKS | CDマキシシングル     | HKCN-50490（通常盤B）            |
| 日本 | 2016年4月27日 | hachama/UP-FRONT WORKS | CDマキシシングル     | HKCN-50491（通常盤C）            |
| 日本 | 2016年8月10日 | UP-FRONT WORKS         | アナログシングル     | UFWT-9006                        |

## 参加メンバー
- 1期：和田彩花
- 2期：中西香菜、竹内朱莉、勝田里奈、田村芽実
- 3期：室田瑞希、相川茉穂、佐々木莉佳子
- 4期：上國料萌衣

## クレジット
次々続々
- Programming：平田祥一郎
- Chorus & Voice：アンジュルム、船生浩美、たいせい
- Mix Engineer：脇坂了

糸島Distance
- Keyboard & Programming：大久保薫
- Violin & Viola：室屋光一郎
- A.Sax：竹上良成
- Chorus：アンジュルム、M!ho
- Mix Engineer：新津智之

恋ならとっくに始まってる
- Sound Produce：つんく♂
- Programming：平田祥一郎
- Guitar：鎌田こーじ
- Chorus：CHINO
- Mix Engineer：脇坂了